# Дністер (поїзд №287/288)
«Дністер» —колишній сезонний нічний швидкий потяг № 288Л/287О регіональної філії «Південно-Західна залізниця» ПАТ «Укрзалізниця» сполученням Чернігів — Білгород-Дністровський.
Протяжність маршруту становила — 948 км. На даний потяг була можливість придбати електронний квиток.

## Історія
З червня 2014 запустили новий потяг по маршруту Київ — Одеса.
14 липня 2015 року був продовжений до станції Чернігів і курсував щоліта
У 2016 році був продовжений до станції Херсон
6 червня 2017 року змінений маршрут до Білгорода-Дністровського
З 10 грудня 2017 року потяг скасований.

## Інформація про курсування
Потяг курсував щоденно до відміни, а з 10 грудня 2017 року скасований через зниження пасажиропотоку.
На маршруті руху зупинявся на 14 проміжних станціях: Ім. Бориса Олійника, Ніжин, Київ, Фастів I, Козятин I, Вінниця, Жмеринка, Вапнярка, Подільськ, Роздільна I, Одеса-Головна, Аккаржа, Кароліно-Бугаз, Бугаз.
Слідував в спільному обороті з Дністером № 522/521 на Житомир
| Розклад руху потягу «Дністер» до 10 грудня 2017 року | Розклад руху потягу «Дністер» до 10 грудня 2017 року | Розклад руху потягу «Дністер» до 10 грудня 2017 року | Розклад руху потягу «Дністер» до 10 грудня 2017 року | Розклад руху потягу «Дністер» до 10 грудня 2017 року |
| Час прибуття                                         | Час відправлення                                     | Станція                                              | Час прибуття                                         | Час відправлення                                     |
| ---------------------------------------------------- | ---------------------------------------------------- | ---------------------------------------------------- | ---------------------------------------------------- | ---------------------------------------------------- |
| —                                                    | 16:12                                                | Чернігів                                             | 13:27                                                | —                                                    |
| 07:52                                                | —                                                    | Білгород-Дністровський                               | —                                                    | 22:22                                                |

Потяг курсував до Одеси з ЧС4, ЧС8, а до кінцевої під ВЛ40У, ВЛ80, бо на тій станції зміна напрямку.

## Схема потяга
В обігу перебували два склади формування вагонного депо Київ-Пасажирський з 2-ма групами на Київ № 222/221 і на Житомир № 522/521. Актуальну схему на конкретну дату можна було подивитися в розділі «Оn-line резервування та придбання квитків» на офіційному вебсайті ПАТ «Укрзалізниця».
Нумерація вагонів була при відправленні з обох сторін з голови потяга.
В складі 1 купейний і 5 плацкартних.